# Лампа (провинция)
Лампа (исп. Provincia de Lampa, кечуа Lampa pruwinsya) — одна из 13 провинций перуанского региона Пуно. Площадь составляет 5992 км². Население — 48 239 человек; средняя плотность населения — 8,05 чел/км². Столица — одноимённый город.

## География
Граничит с провинциями Мельгар (на севере), Асангаро (на северо-востоке) и Сан-Роман (на юге), а также с регионами Арекипа и Куско (на западе).

## Административное деление
В административном отношении делится на 10 районов:
- Кабанилья
- Калапуха
- Лампа
- Никасио
- Окувири
- Палька
- Паратиа
- Пукара
- Санта-Люсия
- Вилавила